# 한마 바키
《한마 바키》는 파이터 바키의 주인공이다. 성우는 전광주.

## 소개
한마 유지로와 아케자와 에미 사이에서 태어났으며, 아버지 한마 유지로를 뛰어넘기 위해 몇 번이든 훈련하고 도전한다. 마츠모토 코즈에의 남자친구이다.